# Capitignano
Capitignano (Capignànu in dialetto sabino) è un comune italiano di 607 abitanti della provincia dell'Aquila, in Abruzzo. Appartiene alla comunità montana Amiternina; parte del territorio del comune rientra nel territorio del parco nazionale del Gran Sasso e Monti della Laga, della riserva naturale del Lago di Campotosto, in virtù della presenza dell'omonimo lago artificiale, e della Valle del Tronto.

## Origini del nome
Attestato nel X secolo come (in villa que nominatur) Capitizanus, si tratta di un toponimo prediale, (fundus) Capitonianus, dal personale romano Capitonius.

## Geografia fisica

### Territorio
Capitignano è posto ai piedi di uno sperone roccioso a margine della piana dell'Alto Aterno, circondata dai Monti dell'Alto Aterno, ad oltre 900 metri di altitudine e stretto tra il massiccio dei Monti della Laga a nord-est e del Gran Sasso d'Italia a sud-est, allungandosi in parte ad ovest sull'adiacente piana di Montereale. Nei suoi pressi, in particolare in località Aringo di Montereale, sorge l'Aterno, il principale fiume della regione.
All'interno del territorio comunale rientra, inoltre, parte del lago di Campotosto, tra i più vasti bacini artificiali d'Italia e principale attrazione turistica dell'area, raggiungibile dall'abitato al termine di una breve, ma ripidissima salita (Svolte della Lima - 4 km al 15% di pendenza media), la cui realizzazione era legata all'estrazione e al trasporto della torba nel soprastante bacino di Campotosto. Il territorio del comune si allunga inoltre a sud e sud-est verso il Passo delle Capannelle (raggiungibile tramite una strada provinciale) e i Monti dell'Alto Aterno (Monte Mozzano). Transita qui un tratto della grande Ippovia del Gran Sasso.

### Clima
Il clima è tipicamente continentale con forti escursioni termiche giornaliere e annuali e con il tipico fenomeno dell'inversione termica tra fondovalle e fascia montana durante le ore notturne. La stagione più piovosa è l'autunno seguita dalla primavera e dall'inverno. La neve d'inverno compare frequentemente nella fascia montana, meno frequentemente e con accumuli inferiori nel fondovalle. L'estate è la stagione secca e calda.

## Storia
Tra i principali centri abitati dell'Alto Aterno, Capitignano vanta antichi legami con le famiglie dei Medici e dei Farnese e fonde la sua vicenda storica con quella del vicino comune di Montereale, da cui è stato controllato dal XV sino al XVII secolo. Subì gravissimi danni dal terremoto del 1703 e nel XVIII secolo divenne residenza estiva di papa Pio VI che si insediò nel palazzo Ricci, nell'attuale frazione di Mopolino, da lui stesso fatto restaurare in seguito ai suddetti eventi sismici.
Nel 1806 la riorganizzazione degli enti amministrativi voluta da Giuseppe Bonaparte diede a Capitignano lo status di comune autonomo, ufficializzato poi con l'Unità d'Italia nel 1861. Durante l'ultima parte del XIX secolo tutto l'Alto Aterno, che si trovava a margine di una grande via di comunicazione come la S.S.80 L'Aquila-Teramo, fu interessato da un grande processo di industrializzazione, soprattutto in virtù dei giacimenti di torba situati nei pressi di Campotosto. Nel 1891, il paese contava 1 101 abitanti.
Nel 1906, a Bologna, fu costituita la Società anonima d'Imprese Industriali dell'Alto Aquilano (poi divenuta Società anonima Industriale dell'Aterno, o SIA) che promosse la realizzazione di una linea ferroviaria tra L'Aquila e l'Adriatico passante per Capitignano. 

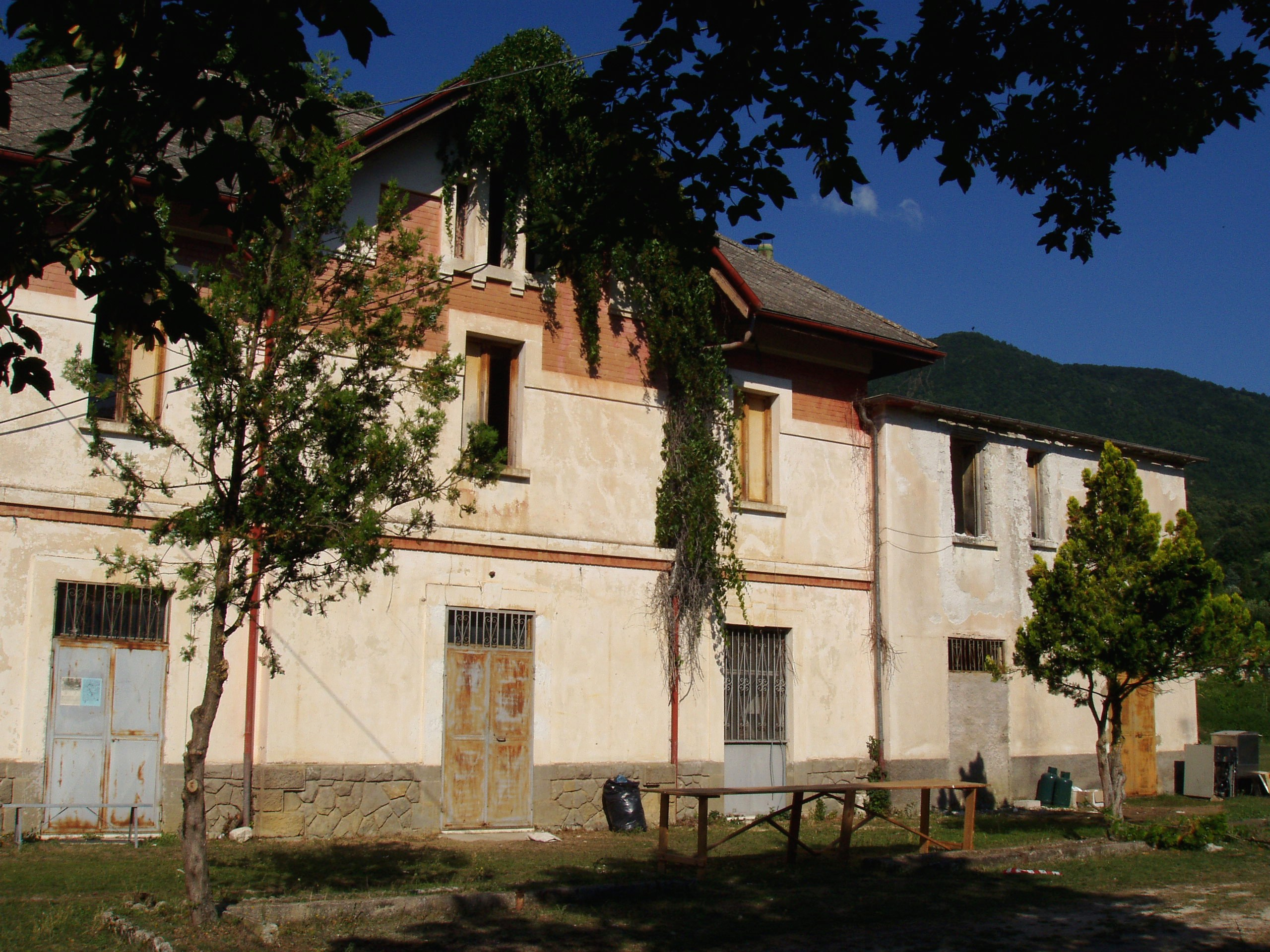
La stazione ferroviaria di Capitignano, oggi in disuso

Negli anni successivi il comune contribuì con 700 lire alla stesura del progetto definitivo della prima tratta con capolinea situato proprio a Capitignano. I lavori per la realizzazione della ferrovia L'Aquila-Capitignano incominciarono, tuttavia, solo al termine della prima guerra mondiale, nel 1920, e la tratta venne completata nel 1922.
Nonostante la scarsità di corse giornaliere, l'eccessiva durata del percorso — circa 90 minuti, poi prontamente ridotti a 70, per poco più di 30 km di tracciato — e, di conseguenza, uno scarso traffico passeggeri, la ferrovia ebbe un ottimo effetto per quanto riguarda il traffico merci, anche in virtù dell'aumento dell'estrazione della torba; oltre a questa veniva trasportato all'Aquila legname, mattoni, bestiame, lana, e alimentari in genere (soprattutto castagne) incrementando così l'economia del paese che, nel censimento del 1921, superò per la prima volta le 2 000 unità.
Il mancato prolungamento della ferrovia sino a Teramo, unito all'esaurimento dei giacimenti di torba, portò in breve tempo alla chiusura del tracciato. Contemporaneamente nel bacino di Campotosto fu realizzato un grande lago artificiale con lo scopo di utilizzarne le acque per il funzionamento delle centrali idroelettriche che tuttavia erano situate nella Val Vomano e non nella piana. La crisi delle già poche industrie nell'Alto Aterno portò ad una massiccia emigrazione dei suoi abitanti verso L'Aquila o Roma che causò un progressivo spopolamento del paese, tuttora in corso.
Nel 2009 Capitignano ha subito effetti evidenti dal terremoto dell'Aquila venendo poi ricompreso nel cosiddetto cratere sismico.
Nel 2016 ha subito ulteriori danni dal terremoto che ha colpito la vicina Amatrice, distante pochi chilometri in linea d'aria, rendendo buona parte degli edifici inagibili. Il 18 gennaio 2017 è epicentro di una forte scossa di magnitudo 5.5 che provoca panico tra la popolazione e crea evidenti danni alle abitazioni. Vi sono state altre 3 repliche di magnitudo superiore al 5 e con epicentro nella vicina Montereale.

## Monumenti e luoghi d'interesse

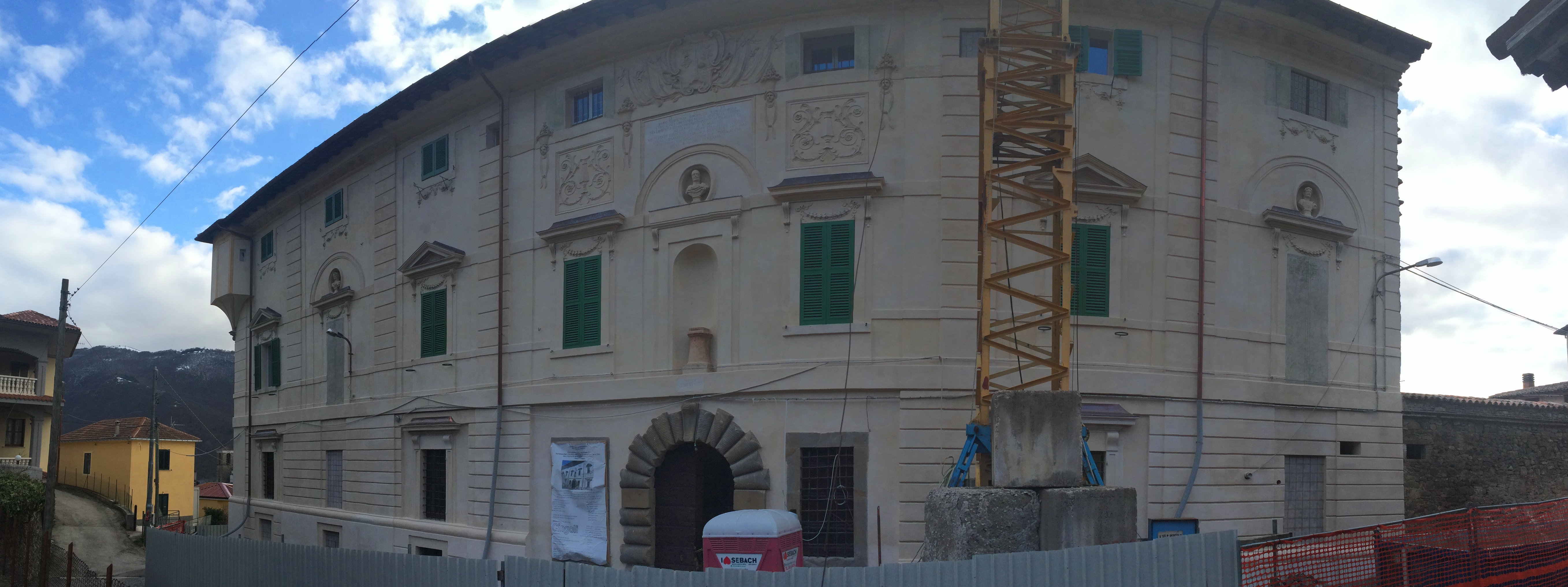
Palazzo Ricci

- Chiesa parrocchiale di San Flaviano: è in via Roma, sorge sulla parte alta del paese ai margini del centro. Risalente all'epoca medievale, è stata ricostruita dopo il grande terremoto del 1703, oggi mostra un impianto longitudinale a croce latina con i bracci del transetto sporgenti, a tre navate, divise da pilastri, con grande cupola ottagonale all'altezza del transetto. Sotto la cupola si trova il ciborio di legno intagliato, dorato, del XVI secolo. All'abside semicircolare sono addossati la sacrestia e il campanile a torre.
- Chiesa di San Domenico: è sulla via omonima, risale al 1579, anche se ha subìto rifacimenti dopo il terremoto del 1703. La chiesa mostra un aspetto barocco della maniera romana, progettata da Giuseppe Valadier, allora attivo presso il territorio di Rieti e L'Aquila (ricostruì la cupola della chiesa delle Anime Sante in Piazza Duomo presso quest'ultima). Sul portale d'ingresso della chiesa, si trova lo stemma dei Conti Ricci di Capitignano, l'interno a navata unica è neoclassico.
- Palazzo Ricci: in via San Domenico, risale al XVIII secolo. Il palazzo risale al XVII secolo, voluto dai Conti Ricci, vi nacque il poeta Angelo Maria Ricci, vissuto nel tardo Settecento, mentre nel Novecento vi soggiornava durante l'estate papa Pio VI. Il palazzo mostra un aspetto tardo barocco e neoclassico, della maniera romana, progettato dagli architetti Valadier, Giovanni e Raffaele Stern, che restaurarono anche la chiesa gentilizia di San Domenico. Nell'Ottocento vi dimorò anche lo scrittore inglese Edward Lear, che compì un viaggio in Abruzzo, ma anche la principessa Eleonora Pallavicini Rospigliosi.
- Parco della Memoria: si trova in via Roma, di fianco alla scuola dell'infanzia, ed è intitolato a Domenico Di Marco, nato qui e morto in Germania nel 1945 il giorno del 17° compleanno, mentre combatteva con i partigiani Francesi contro i Tedeschi - forse il più giovane martire italiano della Resistenza, medaglia d'oro al valor militare alla memoria oltre che pluridecorato in Francia. Nel parco sono disposti a emiciclo tre elementi: un gruppo scultoreo al centro, risalente al 2000, dove una donna “protegge” due soldati; e due lapidi ai lati, una del 1920 con i nomi dei morti nella Grande Guerra, una del 1970 con i caduti della Seconda Guerra Mondiale (compreso Di Marco).[10]

### Santuario della Madonna degli Angeli
Il Santuario di Santa Maria degli Angeli è un luogo di culto della zona, situato in via Angelo M. Ricci, costruito per volere della popolazione e parzialmente finanziato dalla famiglia Ricci di Mopolino.
Attraverso un decreto vescovile nacque anche la confraternita “Del Santissimo Sacramento” la quale conta circa 60 componenti conosciuti come “fratelli della Madonna”. Hanno il compito di amministrare, tutelare e custodire la memoria dell’evento religioso e di stabilire un funzionamento efficiente della struttura del santuario.
Vi sono dei requisiti per essere accettati come confratelli: possedere sicuri e saldi principi cattolici e praticare assiduamente le funzioni religiose; avere buona condotta morale e almeno 15 anni di età; essere disposti a rispettare e condividere il regolamento della Confraternita. Durante la messa solenne del 2 agosto, in onore alla Madonna degli Angeli, si può diventare confratello tramite un giuramento.
La processione si svolge per le vie del paese e i confratelli si alternano per portare sulla spalla la statua della Madonna ricoperta di fiori e di offerte di denaro. Al termine della funzione religiosa, la sera del primo agosto, vengono esposte le 32 reliquie conservate nel santuario che vengono passate a tutti i fedeli, a conferma del legame e del giuramento solenne di protezione del santuario e della sua origine miracolosa.
Il santuario è a navata unica, con la facciata decorata da una cuspide in cime, da un timpano e una balconata per le benedizioni sacerdotali. La balconata del santuario, situato sulla facciata, viene utilizzata per l’esposizione delle reliquie. Ha pianta a croce greca, con il campanile a torre. La sacrestia è caratterizzata da delle lapidi che evocano l’evento del miracolo dell’apparizione della Madonna e le udienze concesse da Pio VI il 17 dicembre 1785 ai fratelli Ricci e da Pio VII il 25 luglio 1815. L’altare maggiore è dedicato alla Madonna.
La leggenda narra che il 21 giugno 1657 una pastorella muta e sorda, pascolando vicino al paese, ebbe l'apparizione della Madonna, che piangeva lacrime di sangue. La Madonna guarì la ragazza, dicendole di andare dal parroco, ordinano la costruzione di una chiesa in onore della Madre di Cristo.
Nel '700, durante il papato di Pio VII, si susseguirono nel santuario numerose apparizioni, fino al primo '800.

## Società

### Evoluzione demografica
Abitanti censiti

### Tradizioni e folclore

#### Il pane di San Nicola
La cerimonia di distribuzione delle “cacchiette” si lega a S. Nicola di Bari; i suoi miracoli a favore dei bambini gli conferirono l’attributo di Alto patronato dell’infanzia. Le sue imprese narrano di resurrezioni di bambini, moltiplicazioni dei pani, protezione di minori e del grano. Si commemora S. Nicola il 6 dicembre e il 9 maggio.
Il patrimonio del culto popolare di S. Nicola, affidato alla preparazione e all’offerta dei pani cerimoniali, denominati “le cacchiette”, si è notevolmente ridotto.
Nel comune di Capitignano sono state rilevate nel mese di novembre 1998, nº15 famiglie che ancora preparano i pani a S. Nicola.
Nel rito di S. Nicola il pane è presente sotto forma di panicelli che vengono offerti alle persone defunte, dello stesso gruppo familiare. Il pane era considerato dai contadini come bene primario, scambiato in occasione delle nascite, presente nella dote, offerto nei funerali e benedetto in occasione della ricorrenza di S. Antonio Abate; queste consuetudini hanno dato origine al secolare patrimonio della società contadina del luogo. Il pane allontana i mali e dà protezione.
La festa si svolge in due giornate: il 5 e il 6 dicembre di ogni anno. Nella giornata del 5 dicembre si inizia a preparare l’impasto, che a forma di pani, verrà cotto al forno a legna, anche durante la notte, da alcune famiglie. La cerimonia si svolge il 6 dicembre: i ragazzi bussano alle porte delle case del paese e delle frazioni limitrofe per chiedere le “cacchiette”. I bambini diranno “Sia benedetta l’anima dei morti”, affermazione con cui si chiederà il pane e la famiglia risponderà “Dio lo faccia”, frase con cui si cela la memoria dei propri defunti. La celebrazione è un’elemosina verso le anime dei morti che, secondo la cultura popolare, girano per la campagna. I ragazzi rappresentano la purezza e l’innocenza dell’incontro soprannaturale con i defunti.

#### La minestra di San Flaviano
Al termine della stagione della raccolta dei prodotti agricoli, ovvero il 2 novembre, la comunità della parrocchia di S. Flaviano donava alla chiesa una parte di grano e di fagioli, raccolti e conservati dietro l’altare centrale. Il 24 novembre, durante la ricorrenza di S. Flaviano, una parte delle provviste veniva regalata ai poveri della zona mentre l’altra era destinata alla “minestra di S. Flaviano”. Il grano veniva macinato e, con l’aggiunta di farina, acqua e sale, veniva preparata una pasta: i tagliolini, cotti con i fagioli in enormi caldaie. La minestra di S. Flaviano veniva distribuita davanti alla chiesa ai paesani.

#### Passalacqua
Il termine “passalacqua” è connesso al significato della Pasqua e collega l’ambiente naturale ad un’azione rituale: si compie nell’attraversare un corso d’acqua per ristabilire “un nuovo ciclo”. Secondo la tradizione il lunedì di Pasqua le famiglie dovevano attraversare i corsi d’acqua del Mozzano, Morecone, Riano, il torrente Pago vecchio, Riezzola, per poi riunirsi in una sola struttura parentale.
Il giorno della festa i maschi ricevevano in dono il cavallo di pane dolce e le femmine la pupa; successivamente con le famiglie si recavano a “passalacqua”. Il significato del passaggio è antichissimo e di origine pagana: con questa cerimonia la comunità si riunisce e si sottopone ad una purificazione. Con l’attraversamento dell’acqua si spera in un nuovo anno fortunato.
La croce e la candela erano due simboli di protezione del calendario contadino della Pasqua. La candela era benedetta dalla chiesa e veniva portata nei campi per proteggere i raccolti.
Il maiale di S. Antonio
S. Antonio Abate, padre del Monachesimo, diventò il Santo maggiormente venerato in Abruzzo grazie ad una serie di riti e tradizioni antoniane. L’ordine ospedaliero degli Antoniani, che seguiva il suo esempio, allevava maiali di cui usava il lardo per la cura di alcune malattie. Grazie a questa attività si associa la protezione del Santo ai maiali, successivamente estesa anche gli altri animali, dando origine al tipico rito popolare. Il rituale si celebra il 17 gennaio, davanti alle chiese, dove vengono radunati gli animali per la benedizione.
Il giorno della vigilia della festa si accende il falò di S. Antonio con grandi cataste di legna; le ceneri vengono successivamente raccolte e conservate dai fedeli come reliquie.
In Abruzzo il più famoso di questi riti è la festa delle farchie a Fara Filiorum Petri.
Le famiglie portano il sale e il pane, prima benedetti e poi dati agli animali perché fossero protetti da S. Antonio nel lavoro dei campi e delle malattie. Nel corso della benedizione degli animali vengono pronunciate le qualità del santo a favore delle popolazioni rurali. Al termine della benedizione vengono distribuite ai fedeli la minestra di brodo di pecora con il farro e la quagliata.
Già nei mesi precedenti veniva allevato dall’intero villaggio un maialino, che passeggiava libero per il paese; quando l’animale entrava nelle case era segno di buon auspicio per la protezione degli animali. La vigilia di S. Antonio veniva macellato e le zampe venivano messe all’asta. Il 17 gennaio il vincitore doveva preparare il maiale e poi offrirlo alla comunità con il farro, la quagliata, le rape rosse, i tagliolini e i fagioli. In occasione della cerimonia gli animali venivano ricoperti con nastri colorati, ghirlande e poi benedetti fuori dalla Chiesa. Quelli domestici, invece, potevano entrare in Chiesa e ricevere la benedizione.

#### La dote
La data delle nozze era decisa da genitori degli sposi e dai fratelli mentre alcuni membri specifici della famiglia contadina avevano il compito di fissare i comportamenti e i cerimoniali.         Il matrimonio non si doveva celebrare nei mesi di maggio e settembre. In autunno, invece, si prevedeva il “vitto d’inverno”: la sposa aveva diritto ad una parte di prodotti alimentari come patate, vino, farro, grano che veniva ceduta dalla famiglia del marito. Il padre e i fratelli della sposa avevano il compito di redigere il contratto di matrimonio e di avanzare le richieste (oro, corallo, corredo). In segno di prosperità e buon auspicio venivano chiamati i poeti a braccio per recitare dei canti in ottave. Dopo il matrimonio la sposa non poteva tornare alla casa dei genitori prima di otto giorni.

## Infrastrutture e trasporti

### Strade
Il paese è facilmente raggiungibile dall'Aquila (Distante circa 20 km in linea d'aria), tramite la strada statale 260 Picente che, nel tratto verso il capoluogo abruzzese, presenta caratteristiche di superstrada. Il paese è inoltre raggiungibile dalla strada statale 4 Via Salaria tramite il passaggio per Borbona e Montereale, o dalla strada statale 80 del Gran Sasso d'Italia costeggiando il lago di Campotosto o scendendo dal passo delle Capannelle.

## Amministrazione
| Periodo        | Periodo        | Primo cittadino    | Partito                | Carica  | Note                 |
| -------------- | -------------- | ------------------ | ---------------------- | ------- | -------------------- |
| 6 giugno 1993  | 26 aprile 1997 | Franco Flammini    | Lista Civica           | Sindaco | [ 13 ]               |
| 27 aprile 1997 | 29 maggio 2006 | Gabriele Fulvimari | Lista Civica di Centro | Sindaco | [ 14 ] [ 15 ]        |
| 30 maggio 2006 | in carica      | Maurizio Pelosi    | Lista Civica           | Sindaco | [ 16 ] [ 17 ] [ 18 ] |